# Tomárahos
Los tomárahos (autodenominados yshyr tomárahos) son un subgrupo de los chamacocos que viven en el Chaco Boreal de Paraguay junto a la costa del río Paraguay en la comunidad Puerto María Elena-Pitiantuta del distrito Fuerte Olimpo del departamento Alto Paraguay. 
Hablan su propio dialecto y se han diferenciado culturalmente de los yshyr ybytoso o chamacocos que forman el grupo principal, por lo que la Dirección General de Estadística, Encuestas y Censos (DGEEC) del Paraguay los clasifica como una etnia separada.

## Historia
Varios grupos yshyr vivían en el Chaco en el siglo XIX, tanto en el interior del territorio, como asentados en las orillas del río Paraguay. Los ybytosos (o ebitosos) durante siglos han vivido a lo largo del río Paraguay; los tomárahos habitaban el interior del Gran Chaco y hasta la década de 1970 se creía que eran hostiles.
Durante la guerra del Chaco (1932-1935), los yshyr ayudaron a los soldados paraguayos en la lucha contra los bolivianos, pero cuando terminó la guerra, perdieron sus territorios y tuvieron que negociar su supervivencia étnica con los colonos y nuevos terratenientes paraguayos.
Los tomárahos sobrevivientes vivían en esclavitud en el remoto campamento de San Carlos y estaban muriendo de enfermedad, abandono y hambre. Al permanecer en el bosque, apartados de la influencia de los paraguayos y los misioneros -al costo de la casi extinción- los tomárahos fueron capaces de preservar una gran cantidad de sus mitos y ceremonias tradicionales.

Ahora nuestro territorio es el de la empresa, vivimos allí, pero no es nuestra tierra, ya no pertenece a nosotros y se ha convertido en un lugar enemigo que nos está matando. Antes eramos valientes y fuertes, pero la convivencia con los paraguayos nos ha domesticado». Testificó un hombre tomáraho que apenas sobrevivía, enfermo y desnutrido, trabajando en los grandes latifundios madereros de explotación de tanino conocidos como Campos de Carlos Casado.

El primer contacto de los tomárahos con los ybytosos fue en 1981, cuando Bruno Barras y Guillermo Mallero, yshyr de Fuerte Olimpo, se dirigieron a San Carlos para llevar a cabo el primer Censo Indígena Nacional. Cuando Ticio Escobar visitó a los tomárahos en 1985 sumaban sólo 87 personas. Sin embargo, mientras que los ybytosos habían abandonado sus rituales, como resultado de la influencia de los misioneros evangélicos pertenecientes a la Misión Nuevas Tribus, los tomárahos todavía practicaban la ceremonia de iniciación de los púberes y habían mantenido un conocimiento detallado de los mitos y el chamanismo.
Estos grupos están hoy al borde de la desaparición debido a la pobreza derivada de la transformación de su hábitat, la degradación de los recursos naturales, y la presión de la expansión de la actividad económica. Los jóvenes emigran hacia las ciudades de Paraguay y Brasil, abandonando sus costumbres y muchas veces negando su origen para evitar ser víctimas de discriminación.
La comunidad tomáraho posee personería jurídica y tierras asignadas sin título de propiedad (DGEEC, 2004) con un total de 25 828 hectáreas. 
Los yshyr subsisten precariamente encontrando sustento en el cultivo de mandioca, batatas, frijoles, maíz, calabaza y sandía. También cazan, pescan y recolectan miel y palmas carandá, y obtienen algún ingreso de la confección de artesanías para su venta.

## Población

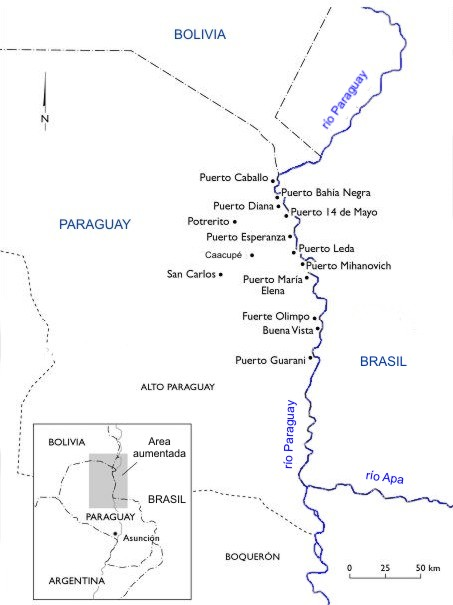
Mapa de poblaciones en el Alto Paraguay.

Según el censo de 2002 la población yshyr en Paraguay que se autorreconoció como chamacoco era de 1571 personas, principalmente ubicadas en el distrito de Fuerte Olimpo en el Alto Paraguay, siendo el mayor grupo emigrado el que se halla en el distrito Ygatimí del departamento Central (85 en 2002).
Los yshyr fueron desplazados de sus tierras y reubicados por el Instituto Nacional del Indígena del Paraguay (INDI) confinándolos a pequeñas áreas ribereñas en la década de 1980. En 1986 los tomárahos fueron mudados de San Carlos a Potrerito, a tierras pertenecientes a los ybytosos, y más tarde se les dieron tierras en María Elena.
De acuerdo a los resultados del III Censo Nacional de Población y Viviendas para Pueblos Indígenas de 2012 en Paraguay viven 183 tomarahos en el departamento de Alto Paraguay.

## Lengua
Su idioma, llamado yshyr ahwoso, pertenece a la familia lingüística zamuco, estudiada y descripta por los jesuitas en el siglo XVIII, y comprende los dialectos tomáraho (o tomaraxa), ybytoso (o ebitoso) y ório.

Las personas hablantes de las variante tomáraho fueron estimadas en 200 en 1970.